# Duo Paris-Moscou
Ne doit pas être confondu avec Moscou-Paris ou Moscou express.

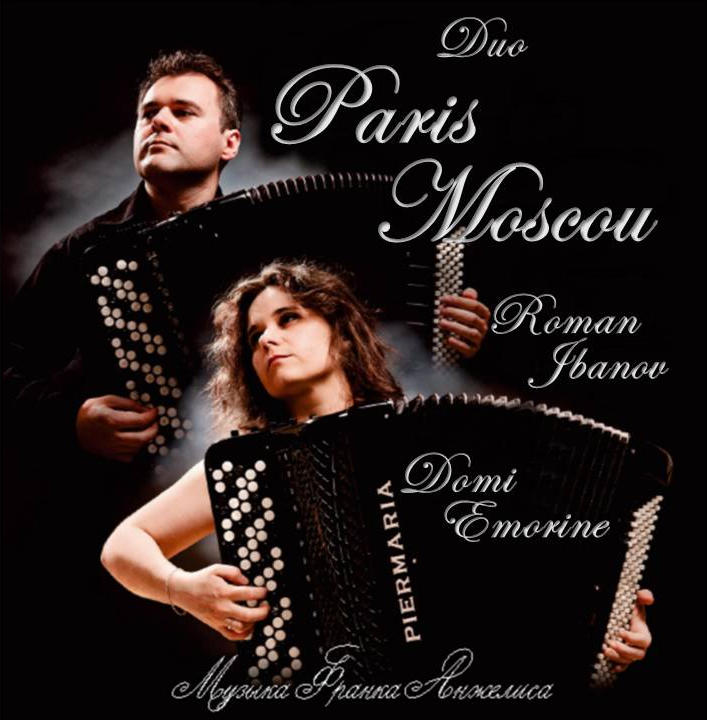
Duo "Paris-Moscou"

Le duo Paris-Moscou s'est créé à la suite d'une rencontre à Larodde (Puy-de-Dôme) en 1997 d'un jeune accordéoniste russe, Roman Jbanov et, d'une jeune accordéoniste en la personne de Domi Emorine.

## Biographie
C'est le Centre National & International de Musique & d'Accordéon (CNIMA)  dirigé par Jacques Mornet qui voit s'installer les deux jeunes virtuoses  de l'accordéon pour continuer leurs études musicales afin de  se préparer aux concours internationaux. Ainsi se confrontent  deux manières d'interpréter la musique : l'une plutôt orientée vers la variété française et le musette, l'autre plus classique, orientée vers la musique traditionnelle russe. 
Très rapidement, nos deux accordéonistes commencent à jouer tout d'abord  côte à côte en montrant les diverses facettes de leur instrument et, en général, terminent leur concert ensemble.
Ils commencent par monter deux pièces  en duo : l'une d'un compositeur russe : Fantaisie russe  de Gregor Dittel et la seconde de compositeurs français Boutade de Baselli-Rossi. 
Le public est séduit par cette formation originale et réclame d'autres morceaux en duo. Plus ils s'investissent dans la culture et la musique de l'autre, plus leur plaisir de jouer ensemble prend de l'importance. Le duo est en parfaite harmonie tout en gardant la personnalité de chacun.
Au fur et à mesure de leurs prestations, un répertoire en duo se construit pour faire voyager le public à travers les époques, les styles, entre «Paris & Moscou». Ils invitent à partager leurs émotions, leurs passions. 
Ils animent des master-classes dans le cadre de stages d'été de l'Académie musicale d'été « Les Rencontres Musicales des Monts Dore » à La Bourboule depuis 2003.

Depuis 1998, le duo Paris-Moscou fait découvrir son répertoire dans de nombreux concerts et festivals, autant en France qu'en Russie mais, également, dans d'autres pays : Danemark, Italie, Pologne, Chine, Portugal, Lituanie, Canada, Angleterre, Norvège, Espagne, Suisse...

## Discographie
- Duo Paris-Moscou (7Music, 2002),
- Le duo « Paris-Moscou » présente Franck Angelis (7Music, 2010)